# Клифтон (Њу Џерзи)
Клифтон (енгл. Clifton) град је у америчкој савезној држави Њу Џерзи. По попису становништва из 2010. у њему је живело 84.136 становника.

## Демографија
Према попису становништва из 2010. у граду је живело 84.136 становника, што је 5.464 (6,9%) становника више него 2000. године.
| Група             | 2000.          | 2010.          |
| Белци             | 53.206 (67,6%) | 44.870 (53,3%) |
| Афроамериканци    | 2.277 (2,9%)   | 4.137 (4,9%)   |
| Азијати           | 5.066 (6,4%)   | 7.488 (8,9%)   |
| Хиспаноамериканци | 15.608 (19,8%) | 26.854 (31,9%) |
| Укупно            | 78.672         | 84.136         |